# هانس مارتن
هانس مارتن (بالفنلندية: Hans Martin) هو مغني فنلندي، ولد في 1944 في فآسا في فنلندا.

## وصلات خارجية
- الموقع الرسمي